# Faculdade de Artes da Universidade de Luanda
A Faculdade de Artes da Universidade de Luanda (FArt) é uma faculdade pública angolana sediada no distrito urbano da Quilamba, no município de Belas. É vinculada a Universidade de Luanda.
A instituição surgiu como parte dos planos das reformas do ensino superior nacional, ocorridas em 2008/2009, contudo somente vigente a partir de 2013.
Possui o nome histórico de "Instituto Superior de Artes" (ISArt).

## Oferta formativa
O ISArt, em 2019, possuía as ofertas formativas a nível de licenciatura em teatro, artes visuais e música, além de formação técnica em designer de moda.
Pelo decreto presidencial nº 285, de 29 de outubro de 2020 — que reorganiza a Rede de Instituições de Ensino Superior Pública de Angoala (RIPES) —, a referida instituição foi integrada a recém-formada Universidade de Luanda (UniLuanda), passando a denominar-se "Faculdade de Artes da Universidade de Luanda" (FArt).